# Neah Evans
Neah Evans (Langbank, 1 de agosto de 1990) é uma desportista britânica que compete no ciclismo nas modalidades de pista e rota.
Ganhou uma medalha de prata no Campeonato Mundial de Ciclismo em Pista de 2020 e duas medalhas de ouro no Campeonato Europeu de Ciclismo em Pista, nos anos 2018 e 2019.

## Medalheiro internacional
| Campeonato Mundial | Campeonato Mundial         | Campeonato Mundial | Campeonato Mundial      |
| Ano                | Lugar                      | Medalha            | Competição              |
| ------------------ | -------------------------- | ------------------ | ----------------------- |
| 2020               | Berlim ( Alemanha)         | Medalha de prata   | Perseguição por equipas |
| Campeonato Europeu |                            |                    |                         |
| Ano                | Lugar                      | Medalha            | Competição              |
| 2018               | Glasgow ( Reino Unido)     | Medalha de ouro    | Perseguição por equipas |
| 2019               | Apeldoorn ( Países Baixos) | Medalha de ouro    | Perseguição por equipas |

## Palmarés
- 2018
  - 3.ª no Campeonato do Reino Unido Contrarrelógio [2]